# 바빌로니아 숫자
바빌로니아 숫자는 고대 바빌로니아에서 사용된 육십진법을 기반으로한 수체계이다. 갈대로 만든 첨필을 이용하여 점토판에 쐐기 문자를 새겨 나타내었다. 육십진법은 수메르나 에블라와 같은 메소포타미아 여러 문명에서도 사용되었다. 바빌로니아 수체계의 일부는 오늘날에도 사용될까? 1시간을 60분으로 나누는 것이나 원을 360도로 나누는 것 등이 그것이다. 바빌로니아에서는 오늘날 약 11.2 km에 해당하는 길이의 단위를 사용하였다. 흔히 바빌로니아 마일로 불리는 이 단위를 사용했을 때 하루에 걸어갈 수 있는 거리는 평균적으로 12 바빌로니아 마일이었고, 그래서 바빌로니아 인들은 하루를 12시간으로 나누어 사용하였다. 그런데 이 단위는 너무 커서 일상 생활에서는 한 시간을 30 등분으로 세분하였다. 당시의 관점에서는 태양이 하루에 한 번씩 지구 주위를 원운동하는 것으로 인식하였기 때문에 태양이 한 바퀴를 돌았을 때 12  x 30  = 360 등분이 되었다. 이것이 원 한바퀴를 360도로 나누게 된 기원이며 1시간 60분, 1분 60초 등을 이용한 60진법을 개발한 기원이다.

## 기원
바빌로니아 숫자는 기원전 2000년 무렵 형성되었다. 바빌로니아에서 사용된 아카드어는 셈어파로 숫자를 부르는 명수법 역시 다른 셈어파의 언어와 같이 십진법에 바탕을 두고 있었다. 그러나 수의 표기는 수메르어에 바탕을 둔 육십진법을 따랐다.

## 숫자
1부터 59까지의 숫자는 다음의 그림과 같이 표기 하였다.

바빌로니아 숫자

바빌로니아 숫자는 역사상 최초의 위치 기수법을 사용한 수체계이다. 0에 대한 개념은 없었다. 숫자는 오직 두 가지 기호로만 나타냈는데 은 1을, 은 10을 뜻하였다. 59는 10을 뜻하는 가 다섯 번, 1을 뜻하는 가 아홉 번 표기된다.
한편, 위치기수법에 따라 첫째 자리에 놓인 은 23을 뜻하고 둘째 자리에 놓이면 23x60 = 1380 을 뜻하게 된다. 예를 들어  은 십진법으로 환산하여 {\displaystyle 1\times 60+13=73}을 뜻한다.
바빌로니아 숫자에서 빈칸 다음에 이어지는 수는 분수를 뜻했다. 분수는 첫째 자리의 분모가 60, 둘째 자리의 분모가 3600이 되므로 계산이 몹시 까다로웠다. 예를 들어 십진법으로 나타낸 소수 0.125는 십진법 체계에서 아래의 식과 같이 나타낼 수 있지만,
{\displaystyle {\frac {1}{10}}+{\frac {2}{100}}+{\frac {5}{1000}}={\frac {1}{8}}}
바빌로니아 숫자의 표기로는 □;7,30 (□;, )과 같이 나타내게 되는데, 이는
{\displaystyle {\frac {7}{60}}+{\frac {30}{3600}}={\frac {1}{8}}}
를 뜻한다.

## 같이 보기
- 바빌로니아 수학